# Benda Jenő
Marczinfalvai Benda Jenő (Huszt, 1882. február 18. – Dachaui koncentrációs tábor, 1944. november 24.) író, újságíró. Benda Kálmán történész rokona.

## Életrajza
Benda Jenő 1882. február 18-án református kisnemesi családba született a kárpátaljai Huszton. Édesapja Benda Bertalan járásbíró, édesanyja Sütő Ida, testvére Benda Tibor volt. Nemesi előnevét családja (régi nemességének megtartása mellett) 1905-ben kapta. Máramarosszigeten járt középiskolába, majd Budapesten szerzett jogi doktorátust. 1902-től a Magyar Szó, 1906-tól az Egyetértés, és 1911-től a Pesti Hírlap munkatársa volt, később 1944. március 19-ig felelős szerkesztője, közben 1913-tól 1918-ig ügyvéd volt Budapesten. Újságíróként és gyorsíróként vett részt a párizsi béketárgyalások magyar delegációjában.
1944-ben a német bevonuláskor betiltották lapját, Benda részt vett az ellenállásban, ennek következményeként került politikai fogolyként a dachaui koncentrációs táborba, ahol 1944 november 24-én meghalt.

## Munkássága
Az 1918-ban megjelent Az uszítók és A világháború kulisszái mögül című könyve bátor és jelentős publicisztikai munka, mely a háborúért az imperializmust teszi felelőssé. A párizsi békekonferenciáról A béke kálvária-útja címen naplójába írt munkájában irredenta felfogásának adott hangot. Regényeket és színpadi műveket is írt.

## Főbb munkái
- A sátán tanitásaiból ; Schenk Ferenc bizom., Budapest, 191? (Mozgó könyvtár)
- Mikor a halottak visszatérnek (színmű, Budapest, 1916)
- Circe (regény, Budapest, 1917)
- Megcsal?; Légrády, Budapest, 1917
- Az uszítók. A világháború kulisszái mögül; szerzői, Budapest, 1918
- A béke kálváriaútján. Egy újságíró naplója a párizsi békekonferenciáról; előszó Gróf Apponyi Albert; Légrády Testvérek, Budapest, 1920
- Páristól Genováig. Egy újságíró naplójából; Légrády, Budapest, 1922
- A mosolygó álarc (regény, Budapest, 1923)
- Hajtóvadászat egy férfira. Regény; Légrády, Budapest, 1925 (Legjobb könyvek)
- A titokzatos másik; Franklin, Budapest, 1936
- Az ördög bibliája (regény, Budapest, 1940)
- Benda Jenő: A béke kálváriaútján. Egy újságíró naplója a párizsi békekonferenciáról; Méry Ratio–Kisebbségekért – Pro Minoritate Alapítvány, Samorín–Budapest, 2013 (Pro minoritate könyvek)